# Natalia Baldizzone
Natalia Baldizzone Morales (Fuengirola, 23 de enero de 2000) es una patinadora, campeona del mundo de su especialidad, que compite en patinaje artístico sobre ruedas en formato de solo danza y duo.

## Carrera
De la mano de su entrenadora (su madre Angélica Morales, una de las pioneras del patinaje en Fuengirola y entrenadora del Club El Tejar, uno de los clubes de referencia del patinaje español) empezó a patinar a los 15 meses en el Pabellón Juan Gómez 'Juanito' de Fuengirola.
Su primer título internacional fue el campeonato de Europa Junior de 2018.
En el año 2021, en Paraguay, se alzó con el título de Campeona del Mundo absoluta de Solo Danza, su modalidad principal
También participaba en dúo. Desde el 2006 su pareja de duo era Jorge Granell Falomir del mismo club fuengiroleño, con el que estuvo compitiendo hasta la retirada de él, en 2019. En 2024 se anunció su vuelta a la competición de la modalidad junto a Pau García (hasta el 2024, con 23 años, ostentó 3 títulos de Campeón del Mundo absoluto y anunció su retirada del programa individual)

## Palmarés
- 1 x  Campeona del Mundo (Paraguay 2021[6])
- 2 x  Subcampeona del Mundo (Buenos Aires, 2022[7]y Ibagué, 2023[8]).
- 2 x  Campeona de la Copa del Mundo (2021[6])
- 1 x  Bronce de la Copa del Mundo (Trieste 2024)
- 6 x  Campeona de Europa (Alemania 2019,[9] 2021,[7] Andorra 2022,[10]Ponte di Legno 2023,[11]Portugal 2024[12])
- 23 x Campeona de España (2007,[6] 2019,[4] 2022,[7]2023,[13]2024[14]).
- 1 x  Campeona del Mundo Junior[15]
- 1 x  Campeona de Europa Junior en 2018.[16]

### Galardones y reconocimientos
- Malagueña del Año (Diario SUR, 2023)[17]
- Biznaga al mérito deportivo (Diputación de Málaga, 2022)[18]
- Bandera de Andalucía del Deporte por la provincia de Málaga (Junta de Andalucía, 2023)[19] por contribuir al liderazgo de Andalucía.
- Premio Andalucía de los Deportes (Junta de Andalucía, 2022)[20]
- Premio ‘Profeta en tu tierra’ (Diputación de Málaga, 2025)[21]

## Vida
Aunque empezó en la Universidad estudiando el grado de Ingeniería Robótica es graduada de Magisterio (Educación Primaria) en la Universidad de Málaga, ha tenido, como todas las deportistas de élite, que compaginar su vida personal, estudiantil y profesional desde muy pequeña. Sus referentes deportivos han sido las deportistas Mireia Belmonte, Carolina Marín y Rafa Nadal. Y, en patinaje, Silvia Stibilj. No es muy supersticiosa, pero tiene una manía para competir: lleva un colgante de un ojo que le regaló su madre que usa como amuleto.
La tolerancia, la no discriminación, el amor por el patinaje artístico son los valores de la patinadora malagueña. Muy reivindicativa siempre con la poca relevancia de los deportes minoritarios y lo que cuesta hacerse un hueco en los patrocinios empresariales, sueña con disputar unos Juegos Olímpicos pero es consciente de la dificultad de llegar, ya que lo más cercano es la posibilidad de que en 2028 forme parte del programa olímpico, una posibilidad remota.
En el 2022 la Diputación de Málaga le otorgó la Biznaga al mérito deportivo y en 2023 fue condecorada con la Bandera de Andalucía del Deporte por la provincia de Málaga por contribuir al liderazgo de Andalucía.